# コント55号60分一本勝負
『コント55号60分一本勝負』（コントごじゅうごごうろくじゅっぷんいっぽんしょうぶ）は、1970年4月2日から同年9月24日までNET系列局で放送されていたNETテレビ（現・テレビ朝日）製作のテレビドラマである。全26話。放送時間は毎週木曜 20:00 - 20:56 （日本標準時）。
コント55号の冠番組。内容・設定は週替わりで、毎回萩本欽一が書き下ろす設定を使用していた。

## 放送日程
| 話数 | 放送日 （1970年） | サブタイトル                         | ゲスト                                                         |
| ---- | ----------------- | ------------------------------------ | -------------------------------------------------------------- |
| 1    | 4月2日            | 親父！にくいにくい                   | 有川由紀、十朱久雄、天草四郎、霧立はるみ、西尾徳               |
| 2    | 4月9日            | 青森行鈍行列車は行く                 | 江夏夕子、東山明美、寺島信子、菅井きん、浜村純                 |
| 3    | 4月16日           | 三億円！それはないよ                 | 川地民夫、多々良純、戸張まどか、一賀昇、ボンサイト             |
| 4    | 4月23日           | 手錠で握手！                         | 珠めぐみ、長沢純、石井くに子、三原葉子、園佳也子、根岸明美     |
| 5    | 4月30日           | 泣くなクラリネット                   | 西尾三枝子、天路圭子、上田吉二郎、保積ぺぺ、江見俊太郎         |
| 6    | 5月7日            | 腹の読みかた教えます                 | 益田喜頓、松本めぐみ、真理アンヌ、鈴木やすし                   |
| 7    | 5月14日           | 海の男の子守唄                       | 中原早苗、峰京子、奈美悦子、有島一郎、三宅邦子、蓮川くみ       |
| 8    | 5月21日           | 人生はファイトなのだ                 | フランキー堺、小林幸子、山下洵一郎、藤田圭子                   |
| 9    | 5月28日           | さらば外人部隊                       | 真理アンヌ、丹下キヨ子、犬塚弘、佐山俊二、ジェリー伊藤         |
| 10   | 6月4日            | ハレンチ大学園                       | 早瀬久美、松島トモ子、小桜京子、財津一郎、佐々木功             |
| 11   | 6月11日           | 助っ人稼業                           | 曽我廼家明蝶、入江若葉、土方弘、小瀬朗、平井昌一、水垣洋子     |
| 12   | 6月18日           | 愛してるうーっ!!カァちゃん           | 御影京子、磯野洋子、桜井センリ、宮城千賀子                     |
| 13   | 6月25日           | ああ！再婚旅行                       | 有川由紀、川口恒、春江ふかみ                                   |
| 14   | 7月2日            | シリーズ・女にゃ勝てない             | 珠めぐみ、木の実ナナ、岸ユキ、鈴木洋子                         |
| 15   | 7月9日            | 泣かないで！父ちゃん                 | 葦原邦子、寺島信子、園佳也子、西岡慶子、江美早苗               |
| 16   | 7月16日           | いらっしゃいませ!!奥様               | 清川虹子、宮城まり子、松本めぐみ、園佳也子                     |
| 17   | 7月23日           | お代は見てのお帰り！                 | 清川虹子、水垣洋子、小桜京子、園佳也子、西岡慶子               |
| 18   | 7月30日           | 生んだが勝ち                         | 清川虹子、親桜子、園佳也子、池田和歌子、渋沢詩子               |
| 19   | 8月6日            | 怪猫四谷皿屋敷                       | 中村メイコ、園佳也子、藤江リカ、若山みち子、植村美智子         |
| 20   | 8月13日           | 終戦特集・ああ、女の軍歌             | 中村メイコ、坂本スミ子、小松方正、市川寿美礼                   |
| 21   | 8月20日           | サラリーマン必見！俺はオヤジなのだ!! | 田崎潤、中村恭子、桜むつ子                                     |
| 22   | 8月27日           | 野戦看護病院                         | 中村メイコ、小林千枝、中川加奈、鈴木やすし、財津一郎、武藤英司 |
| 23   | 9月3日            | 裏町の星                             | 坂本スミ子、月丘千秋、水原麻記、桑波田いづみ、神田隆、藤原釜足 |
| 24   | 9月10日           | 任侠㊙話 命あげます！                | 財津一郎、益田喜頓、城野ゆき、高品格、松木路子                 |
| 25   | 9月17日           | マスコミ㊙話 脱ぐより書きます        | 浜かおる、益田喜頓、財津一郎、鈴木やすし、菅沼赫               |
| 26   | 9月24日           | 馬鹿を承知のろくでなし               | 松木路子、信欽三、高品格、鈴木やすし、半藤浩一、土方弘         |

## 参考資料
- 毎日新聞縮刷版[出典無効]